# نويل ألونسو
نويل ألونسو بيريز (بالإسبانية: Noel Alonso)‏ (ولد في 19 مارس 1987 في خيخون، أستورياس) هو لاعب كرة قدم محترف إسباني، يلعب لنادي إس كي النمسا كلاغنفورت في مركز الدفاع.

## وصلات خارجية
- نويل ألونسو على موقع قاعدة بيانات كرة القدم.إي يو (الإنجليزية)
- نويل ألونسو على موقع Soccerway.com (الإنجليزية)
- نويل ألونسو على موقع كووورة

- BDFutbol profile
- Futbolme profile (بالإسبانية)
- PlayerHistory profile